# 洛佐瓦 (丘胡伊夫區)
50°10′39″N 37°17′38″E / 50.17750°N 37.29389°E
洛佐瓦（烏克蘭語：Лозова）是位於烏克蘭東部的村莊，由哈爾科夫州丘胡伊夫区的沃夫昌斯克市鎮負責管轄。該村始建於1919年，面積0.33平方公里，海拔高度192米，2001年人口325，人口密度每平方公里990.9人。